# NGC 948
NGC 948 este o low-surface-brightness galaxy⁠(d) situată în constelația Balena. A fost descoperită în 1 noiembrie 1886 de către Lewis A. Swift.